# Walentin Bożiczkow
Walentin Wasilew Bożiczkow (bułg. Валентин Василев Божичков, ur. 2 maja 1958 w Samokowie) – bułgarski skoczek narciarski, reprezentant klubu Army Club Septemwirsko Znamje, uczestnik Zimowych Igrzysk Olimpijskich 1984.

## Kariera
Bożiczkow wziął udział w konkursie indywidualnym w skokach narciarskich na igrzyskach olimpijskich w Sarajewie. Oddał skoki na 79,5 oraz 76 metrów, dzięki czemu z notą 170,8 punktu został sklasyfikowany na 37. miejscu.
Startował także w zawodach Pucharu Świata, jednak nigdy nie zdobył punktów, a jego najlepszymi miejscami były 47. pozycje w konkursach w Oberstdorfie i Garmisch-Partenkirchen w sezonie 1982/1983. Dwukrotnie brał udział w mistrzostwach świata w narciarstwie klasycznym. W 1985 roku w Seefeld in Tirol zajął 54. i 44. miejsce, a w 1987 w Oberstdorfie był 36. i 61. Startował na mistrzostwach świata w lotach narciarskich w 1983, gdzie zajął 31. miejsce (najlepsze w swojej karierze).
Zwyciężył w Turnieju Schwarzwaldzkim w 1985.